# Литвиненко, Екатерина Петровна
Литвине́нко Екатери́на Петро́вна (7 ноября 1921 — 25 сентября 1997, Киев, Украина) — советская и украинская актриса, Заслуженная артистка УССР (с 1960 года), член Союза кинематографистов Украины. Жена заслуженного работника культуры УССР, известного переводчика, члена Союза журналистов, члена Союза писателей УССР Романа Николаевича Терещенко.

## Биография
Родилась 7 ноября 1921 года в селе Сухой Хутор (ныне Днепропетровская область, Украина). Отец — Литвиненко Петр Яковлевич, из крестьян. Мать — Гордынская Варвара Прокофьевна. Екатерина Литвиненко закончила среднюю школу № 16 в г. Днепродзержинске. Работала в театрах Днепродзержинска, Пскова, Мукачева, Молотовска (теперь Северодвинск), Одессы.
В 1953 году на киностудии им. А. П. Довженко режиссёрами Исааком Шмаруком и Виктором Ивченко был снят фильм «Судьба Марины», где она сыграла свою первую роль в кино и сразу главную — роль Марины, простой колхозницы. В 1954 году этот фильм был номинирован на гран-при 7-го Каннского международного кинофестиваля (Канны, Франция), где фильм и его главная героиня вызвали в печати многочисленные восторженные отклики, а советская делегация находилась в центре всеобщего внимания.
Е. Литвиненко приветствовали Жан Кокто, Пабло Пикассо, Фернан Леже. Показ фильма вызвал неподдельный интерес публики: молодой актрисе Екатерине Литвиненко пришлось целый час добираться из Дворца фестиваля до отеля. Хотя отель, в котором разместилась советская делегация, находился всего в двухстах метрах от Дворца.
Французские газеты газеты писали на следующий день: «Это была женщина выдающейся простоты, мало свойственной звездам мирового кино, озаренной красоты без приукрашиваний и абсолютной природности в поведении. Но все это было ничем в сравнении с тем величайшим успехом, который пришел к ней вечером после просмотра „Судьбы Марины“, незабываемым воплощением которой она является. До этого времени рекорд автографов принадлежал Джине Лолобриджиде. Екатерина Литвиненко побила его 2 апреля».
В состав советской делегации на 7-м Каннском фестивале входили Г. Александров, Л. Орлова, С. Юткевич, А Хорава, Е. Литвиненко и К. Лучко. После показа советская делегация была приглашена в дом Пабло Пикассо.
В начале 1955 года по приглашению Гната Петровича Юры Екатерина Литвиненко стала актрисой Киевского украинского драматического театра имени И. Франко.
В коллектив франковцев Е. Литвиненко пришла уже опытным мастером с немалым творческим багажом. Сыграны десятки ведущих ролей современной и классической драматургии.
В театре им. Франко Екатерина Петровна Литвиненко Играла во многих пьесах Александра Корнейчука: «Банкир», «Чему улыбались звезды», « Над Днепром», «Страница дневника», «Мои друзья». Артистка создала яркие образы Маруси («Ой не ходи, Грицю» М. Старицкого), Мавры («У недилю рано зилля копала» О. Кобылянской), Варки («Безталанна» И. Карпенко-Карого), Ингигерды («Ярослав Мудрый» И. Кочерги)
Многие зрители запомнили Е Литвиненко в ролях Гонерильи — «Король Лир» У. Шекспира, леди Патерсон — «Остров Афродиты» А. Парниса, Доримены — «Мещанин-шляхтич» Ж.-Б. Мольера.
У каждой актрисы есть роли, которые запоминаются надолго. Из таких творческих достижений можно назвать Клеопатру из спектакля А. Корнейчука «Чему улыбались звезды». Об этой роли в свое время было сказано и написано достаточно много.
За свою творческую карьеру Екатерина Литвиненко сыграла около 120 ролей в театре и кино.
В 1959—1960 году известный украинский художник Исаак Тартаковский написал 2 портрета Екатерины Литвиненко. Один из них находится в коллекции Херсонского художественного музея им. А. Шовкуненко, второй — в семейной коллекции.
Актриса ушла из жизни в Киеве 25 сентября 1997 года. Похоронена на Байковом кладбище (участок № 1).
В 2012 году в Киеве на доме по улице Архитектора Городецкого, 4, где некоторое время проживала Екатерина Петровна, установлена мемориальная доска, автором которой является скульптор Ю. Киселев.

## Фильмография
- 1953 — «Судьба Марины» — Марина
- 1956 — «Есть такой парень» — Елизавета Дмитриевна
- 1956 — «Суета» — Евдокия
- 1957 — «Отряд Трубачева сражается» — Оксана
- 1960 — «Кровь людская — не водица» — эпизод
- 1961 — «Дмитрий Горицвет» — Евдокия
- 1961 — «Наш общий друг» — Озорнова
- 1961 — «Украинская рапсодия» — эпизод
- 1962 — «Свадьба Свечки» — Гильда
- 1966 — «Почему улыбались звезды» — Клеопатра
- 1969 — «Дума о Британке» — эпизод
- 1973 — «Страница дневника» — Магдалена Романовна
- 1975 — «Простые заботы» — председатель колхоза
- 1975 — «Смотреть в глаза» — Татьяна